# Klaus Bernhardt
Klaus Bernhardt (* 1968 in Mühldorf am Inn) ist ein deutschsprachiger Sachbuchautor, Therapeut und Medienproduzent. Er lebt in Berlin, wo er gemeinsam mit seiner Ehefrau, der Angst- und Paartherapeutin Daniela Bernhardt, ein Institut für moderne Psychotherapie betreibt.

## Positionen
Bekannt wurde Klaus Bernhardt durch sein 2016 erstmals veröffentlichtes Buch Panikattacken und andere Angststörungen. Bernhardt geht davon aus, dass es sich bei Ängsten immer um erlerntes Verhalten handle, das durch mediale und soziale „Wirklichkeitsfilter“ weiter verstärkt werde. Er lehnt die Konfrontationstherapie ab und setzt stattdessen darauf, die Angststrukturen durch neue Lernmechanismen zu ersetzen und Selbstverantwortung und Selbstwertgefühl der Patienten zu stärken. Das Buch stand auf der Spiegel-Bestsellerliste und wurde ins Englische, Französische, Italienische, Japanische, Niederländische, Litauische, Estnische, Tschechische, Polnische und Ukrainische übersetzt. Auch die beiden nachfolgenden Bücher Bernhardts standen auf der Spiegel-Bestsellerliste. In Depression und Burnout loswerden (2019) wendet er sich ebenfalls gegen gängige Behandlungsmethoden der genannten Krankheitsbilder wie zum Beispiel die Verschreibung von Antidepressiva. Damit würden oftmals lediglich Symptome behandelt. Bernhardts Ziel ist es demgegenüber, Alternativen aufzuzeigen und Hilfe zur Selbsthilfe zu geben.

## Rezeption
Bernhardts Bücher wurden teils positiv rezensiert; so nennt Heike Wander im Hamburger Abendblatt Depression und Burnout loswerden eine inspirierende Ergänzung zu medizinischer oder therapeutischer Behandlung. Bernhardt gelinge es, seine Erfahrungen und sein Wissen mit Humor und pointiert in verständlicher Weise den Lesern zu vermitteln. Auch Ludwig Zahn wertet in MT im Dialog, dem offiziellen Organ des Dachverbands für Technologen/-innen und Analytiker/-innen in der Medizin Deutschland (DVTA), das Buch als verständlich geschriebene, interessante Lektüre für all diejenigen, die sich mit der Thematik näher auseinandersetzen wollen oder müssen. Dagegen äußert sich Andreas Ströhle von der Angstambulanz der Charité Berlin, selbst Co-Autor eines Buchs über Angststörungen, in einer Rezension des Buches Panikattacken und andere Angststörungen loswerden äußerst kritisch. Er wirft Bernhardt „Pseudowissenschaftlichkeit, selbstgefälliges Besserwissertum und Ignoranz“ vor und warnt vor dem Buch.

## Schriften
- Panikattacken und andere Angststörungen loswerden: Wie die Hirnforschung hilft, Angst und Panik für immer zu besiegen. Ariston Verlag, München 2017, ISBN 9783424201772
- Depression und Burnout loswerden: Wie seelische Tiefs wirklich entstehen, und was Sie dagegen tun können. Ariston Verlag, München 2019, ISBN 9783424202052
- Zwänge und Zwangsgedanken loswerden: Zwangsstörungen ohne Medikamente und Konfrontation schnell und dauerhaft überwinden. Ariston Verlag, München 2022, ISBN 978-3-424-20232-8
- Der KI-Therapeut: Psychische Probleme mit künstlicher Intelligenz überwinden – KI-Tools als erste Hilfe für Betroffene - Mit konkreten Anwendungsbeispielen bei Ängsten, Depressionen und Burnout. Ariston Verlag, München 2024, ISBN 978-3-424-20302-8

## Belege
1. ↑  Wolfgang Schütz: Die "German Angst" – mutlos, zögerlich, große Zukunftssorgen. Augsburger Allgemeine, 22. August 2016, abgerufen am 6. Februar 2021.
2. ↑  ANDRZEJ LIPIŃSKI: Tylko bez paniki (Nur keine Panik dt.) . Interview mit Klaus Bernhardt, in: Charaktery - - magazin psychologiczny, 13. Januar 2019, abgerufen am 26. Januar 2021 (polnisch).
3. ↑  Klaus Bernhardt: Panikattacken und andere Angststörungen loswerden. Wie die Hirnforschung hilft, Angst und Panik für immer zu besiegen. Neuausgabe Ariston Verlag, München 2017, ISBN 978-3-424-20177-2, S. 69 f. (Leseprobe). Abgerufen am 24. Januar 2021.
4. ↑  Felicia Bromfield: Simple trick to beat the agony of crippling anxiety: Two million of us experience panic attacks. Daily Mail, 20. Mai 2018, abgerufen am 28. Januar 2021 (englisch).
5. ↑  Pour en finir avec les crises d’angoisse – Se libérer des crises de panique et autres troubles anxieux grâce aux dernières avancées des neurosciences. Guy Trédaniel éditeur, Paris 2018, ISBN 978-2-8132-1801-8. Verlagsseite
6. ↑  Bernhardt, Klaus: Liberati dall’ansia e dagli attacchi di panico con il metodo Bernhardt. Demetra (Giunti Editore), Mailand 2022, ISBN 978-88-440-7745-7. Verlagsseite
7. ↑  Klaus Bernhard: 敏感すぎるあなたへ : 緊張, 不安, パニックは自分で断ち切れる. Kyoko Hirano, Japan 2018, ISBN 978-4-484-18103-5 (eingeschränkte Vorschau in der Google-Buchsuche).
8. ↑  Бернхардт, Клаус: Забудьте про панічні атаки. Нова методика подолання страху, тривоги й паніки. Київ: BookChef, 2023, ISBN 978-617-548-335-0. Verlagsseite
9. 1 2  Ludwig Zahn: Depression und Burnout bekämpfen, Buchrezension. In: MT im Dialog. Deutscher Ärzteverlag GmbH, 5. August 2019, abgerufen am 18. September 2023 (deutsch).
10. ↑  Heike wander: Radikale Selbstliebe und Durchhaltevermögen. 20. Juli 2019, abgerufen am 17. September 2023 (deutsch).
11. ↑  Andreas Sröhle, Jens Plag: Keine Panik vor der Angst! Angsterkrankungen verstehen und besiegen. Kailash Verlag, München 2020, ISBN 9783424631982
12. ↑  Andreas Ströhle: Buchbesprechung. Der Nervenarzt 3,S.313, 2019, abgerufen am 18. Mai 2025.

| Personendaten    | Personendaten                                 |
| ---------------- | --------------------------------------------- |
| NAME             | Bernhardt, Klaus                              |
| KURZBESCHREIBUNG | deutschsprachiger Therapeut und Sachbuchautor |
| GEBURTSDATUM     | 1968                                          |
| GEBURTSORT       | Mühldorf am Inn                               |